# Baixio
Baixio är en kommun i Brasilien.   Den ligger i delstaten Ceará, i den östra delen av landet, 1 400 kilometer nordost om huvudstaden Brasília. Antalet invånare är 6 026. Arean är 146 kvadratkilometer.
Terrängen i Baixio är platt.
Omgivningarna runt Baixio är huvudsakligen savann. Runt Baixio är det ganska tätbefolkat, med 54 invånare per kvadratkilometer.